# Президентские выборы в Чили (1993)
Президентские выборы в Чили проходили 11 декабря 1993 года одновременно с парламентскими выборами. Кандидат от Коалиции партий за демократию Эдуардо Фрей Руис-Тагле, сын 28-го президента Чили Эдуардо Фрея Монтальвы, получил 58% голосов избирателей и стал новым президентом страны.

## Результаты
| Эдуардо Фрей Руис-Тагле                                                | Христианско-демократическая партия (Коалиция партий за демократию)                                                 | 4 044 112 | 57,99 |
| Артуро Алессандри Беса                                                 | беспартийный (Союз за прогресс)                                                                                    | 1 703 070 | 24,42 |
| Хосе Пиньера                                                           | беспартийный (правый)                                                                                              | 431 176   | 6,18  |
| Манфред Макс-Неф                                                       | беспартийный (Экологическое движение)                                                                              | 387 371   | 5,55  |
| Эухенио Писарро                                                        | беспартийный (католический священник, Коммунистическая партия Чили, Альендинстское движение демократических левых) | 327 404   | 4,69  |
| Христиан Реице                                                         | Гуманистическая партия (Новые левые)                                                                               | 81 814    | 1,17  |
| Действительные бюллетени                                               | Действительные бюллетени                                                                                           | 6 974 947 | 100   |
| Недействительные бюллетени                                             | Недействительные бюллетени                                                                                         | 271 389   | 3,68  |
| Пустые бюллетени                                                       | Пустые бюллетени                                                                                                   | 136 950   | 1,85  |
| Всего                                                                  | Всего | 7 383 286 | 100   |
| Зарегистрированных избирателей/Явка                                    | Зарегистрированных избирателей/Явка                                                                                | 8 085 439 | 91,31 |
| Источник: Tricel Архивная копия от 15 сентября 2008 на Wayback Machine | |           |       |